# Xã Denison, Quận Crawford, Iowa
Xã Denison (tiếng Anh: Denison Township) là một xã thuộc quận Crawford, tiểu bang Iowa, Hoa Kỳ. Năm 2010, dân số của xã này là 8.682 người.